# HIP 57274
HIP 57274 — одиночная звезда в созвездии Большой Медведицы на расстоянии приблизительно 84 световых лет (около 25,9 парсек) от Солнца. Видимая звёздная величина звезды — +9,109m. Возраст звезды оценивается как около 5,4 млрд лет.
Вокруг звезды обращается, как минимум, три планеты.

## Характеристики
HIP 57274 — оранжевый карлик спектрального класса K4V, или K5V, или K8. Масса — около 0,778 солнечной, радиус — около 0,81 солнечного, светимость — около 0,226 солнечной. Эффективная температура — около 4493 К.

## Планетная система
В 2011 году группой астрономов из консорциума N2K во главе с Деброй Фишер было объявлено об открытии трёх планет. Внутренняя планета HIP 57274 b представляет собой нептун, по массе превосходящий нашу планету в 11,6 раз. Она обращается очень близко к родительской звезде — на расстоянии около 0,07 а.е. Вторая планета, HIP 57274 c — газовый гигант, с массой, равной 41 % массы Юпитера. Полный оборот вокруг звезды она совершает за 32 суток. И наконец, третья планета — тоже газовый гигант, HIP 57274 d, имеет массу, равную 52 % массы Юпитера. Её орбита лежит далеко от первых двух — в пределах 1,01 а.е. (практически на таком же расстоянии лежит орбита Земли от Солнца). Год на HIP 57274 d длится около 432 суток. Открытие всех трёх планет было совершено методом Доплера.
В 2019 году учёными, анализирующими данные проектов HIPPARCOS и Gaia, у звезды обнаружена планета HIP 57274 e.